# Васильев, Станислав Геннадьевич
Станислав Геннадьевич Васильев (род. 16 декабря 1964, Челкасы, Чувашская АССР) — советский и киргизский самбист и дзюдоист, серебряный (1982) и бронзовый (1981) призёр первенств России среди юношей по самбо, бронзовый призёр розыгрыша Кубка России по самбо 1988 года, чемпион Азии по самбо 1995 года, бронзовый призёр чемпионатов мира по самбо 1992 и 1993 годов. Мастер спорта СССР по самбо и дзюдо, мастер спорта Кыргызстана международного класса. Выступал в полулёгкой весовой категории (до 57 кг).
Воспитанник Урмарской детско-юношеской спортивной школы. Затем переехал в Бишкек чтобы учиться в спортивном интернате. В 1988 году окончил Киргизский государственный институт физической культуры.

## Спортивные результаты
- Кубок СССР по самбо 1988 года — ;